# Сюргейзюм
Сюргейзюм (нід. Surhuizum) — село в нідерландській провінції Фрисландія. Входить до муніципалітету Ахткарспелен.
Його площа становить 14,92км², а населення станом на 2021 рік складало 1 275 осіб.
Перша згадка про населений пункт датується 1224 роком.

## Галерея

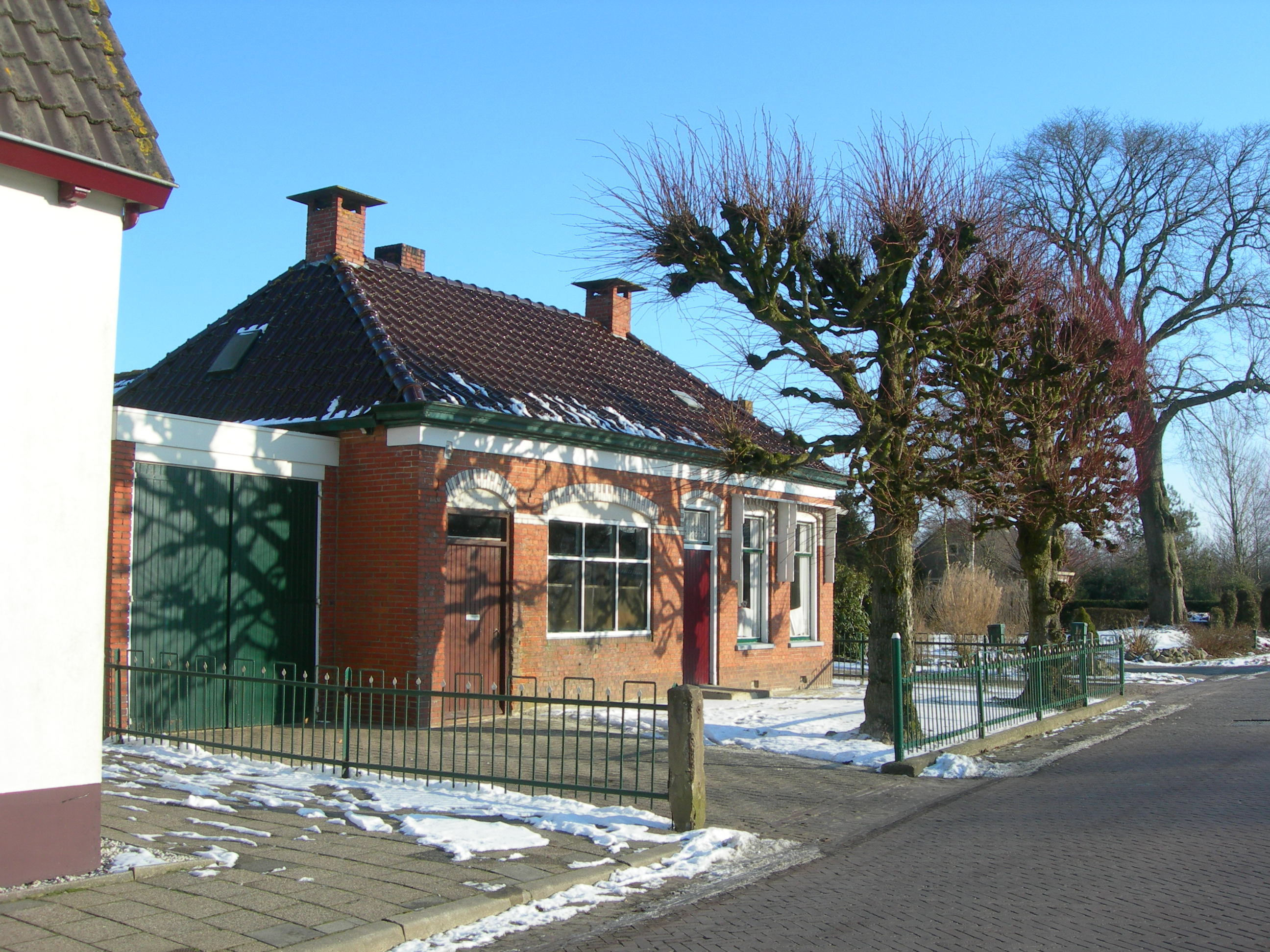
Будівля колишньої кузні
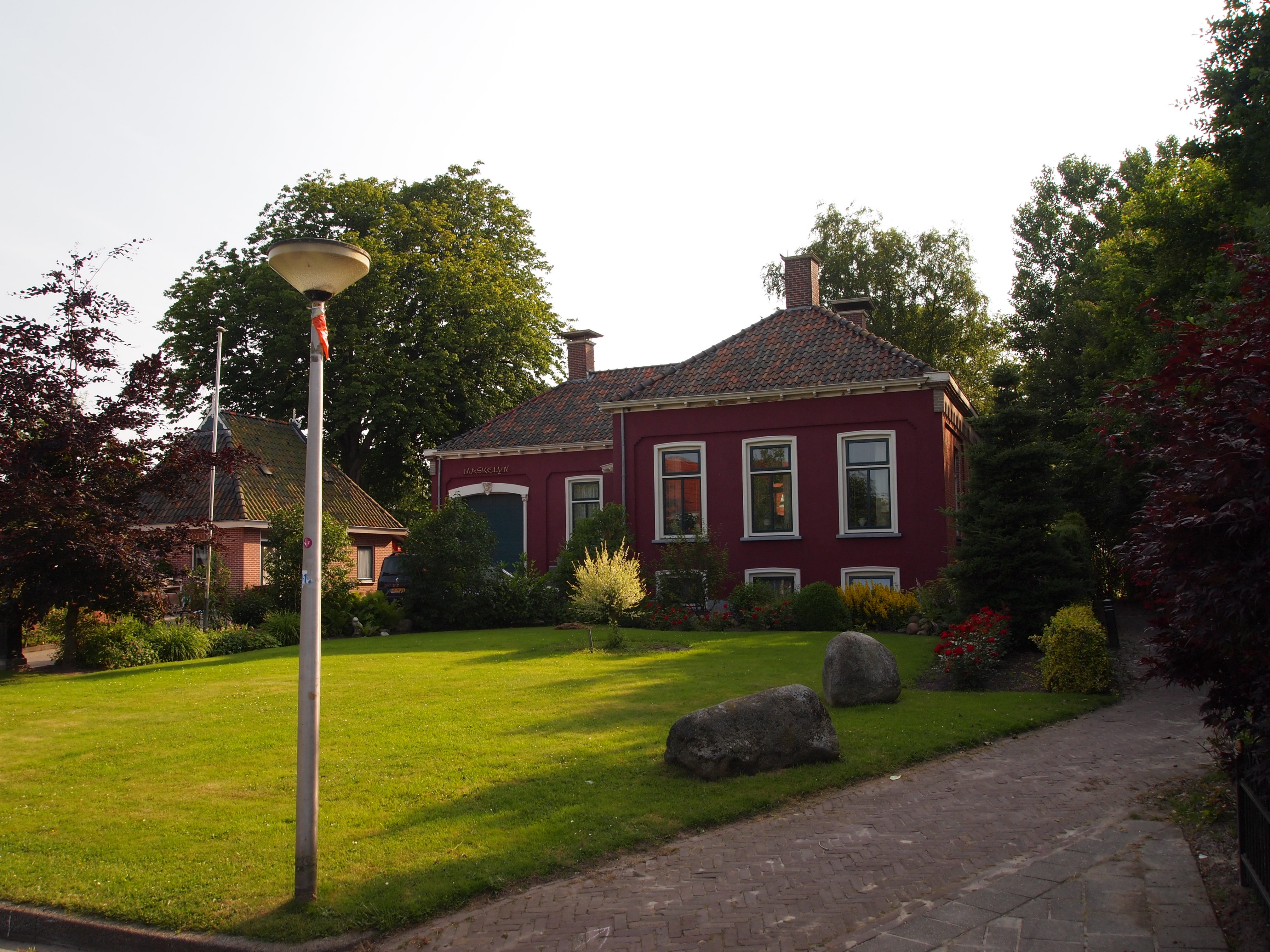
Будівля колишньої школи
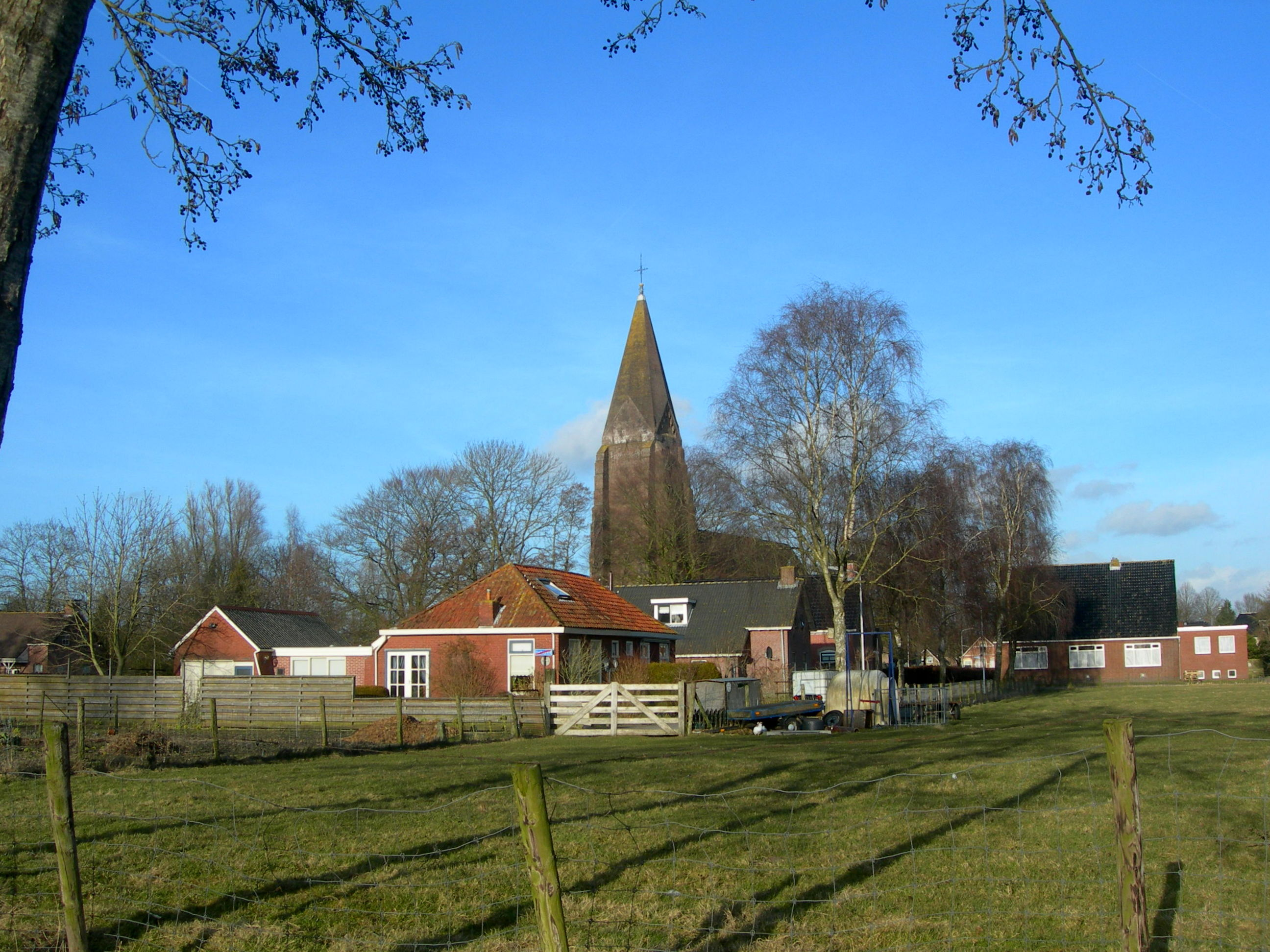
Панорама села
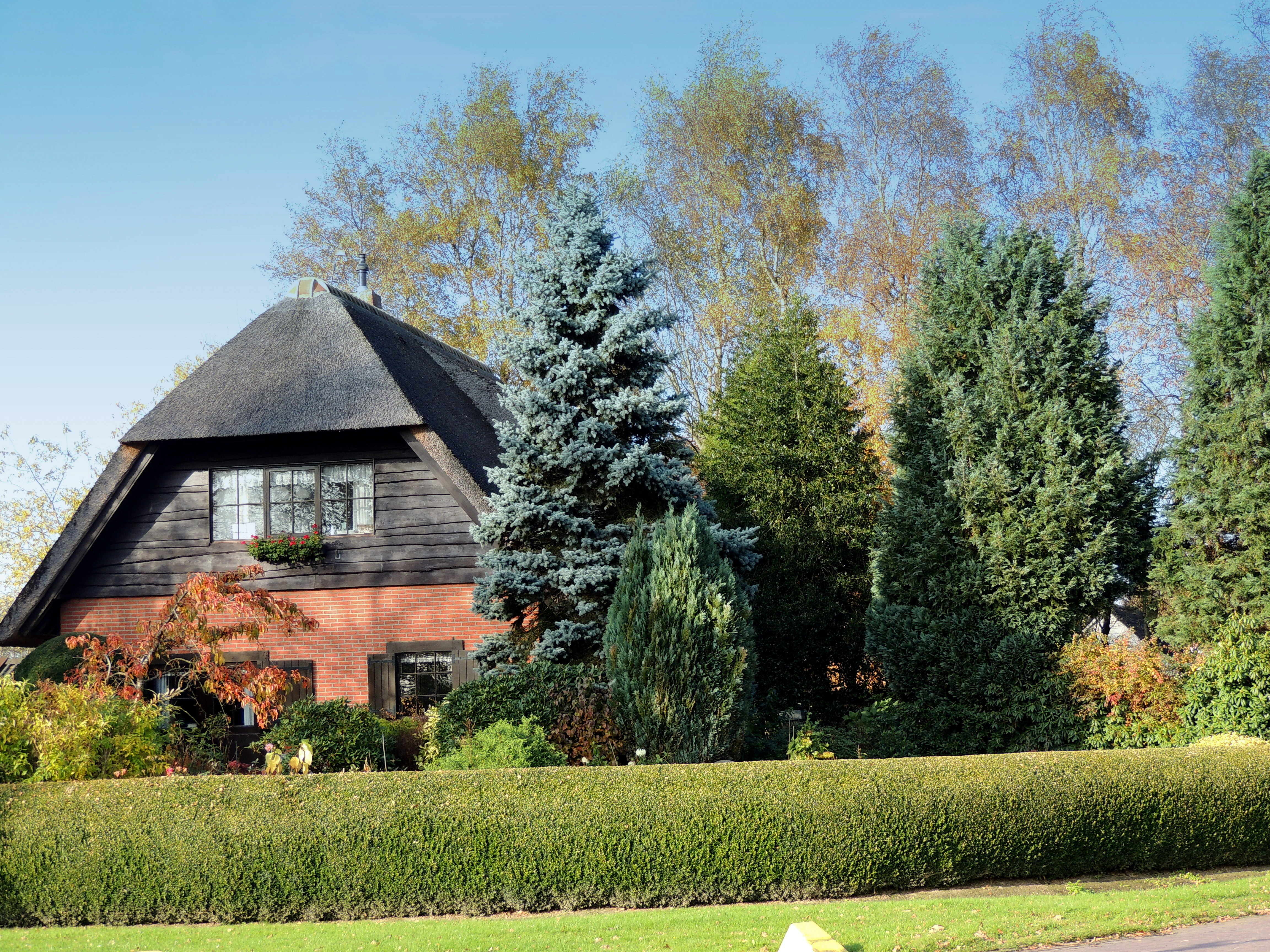
Ферма